# Straszny dwór (Walerian Bierdiajew, 1953?)
Straszny dwór (Walerian Bierdiajew, 1953?) – pierwsze polskie, kompletne nagranie Strasznego dworu Stanisława Moniuszki zrealizowane w 1953 albo 1954 roku.
Kompletne wydanie (monofoniczne) miało miejsce w wydawnictwie Polskie Nagrania „Muza” (nr katalogowy XL 0015 – XL 0018) na czterech płytach winylowych prawdopodobnie w 1960 roku. Materiał dźwiękowy został uzupełniony o uwertury do Flisa oraz Hrabiny, dla zapełnienia pustej (ostatniej) strony płyty, w wykonaniu Wielkiej Opery Symfonicznej Polskiego Radia pod dyrekcją Jana Krenza. Wydawnictwo uzupełnia broszura z anonimowymi: biogramem Moniuszki oraz streszczeniem utworu. Nie zawiera żadnych oznaczeń odnośnie czasu i miejsca sesji nagraniowych ani daty wydania.
W 1981 roku nakładem Polskich Nagrań „Muza” ukazała się stereofoniczna reedycja nagrania pod numerami katalogowymi SX 1731-1734 (również bez informacji odnoście daty rejestracji materiału). W 2012 nakładem wydawnictwa NAXOS ukazało się kompletne wydanie na płytach CD, gdzie wskazane jest jakoby sesje nagraniowe miały miejsce w 1953 i 1954 roku.